# 早来町
早来町（はやきたちょう）は、北海道道央圏、胆振支庁管内勇払郡にあった町。
酪農や軽種馬生産などがさかん。元スピードスケート選手の橋本聖子の出身地として知られる。

## 地理
胆振支庁管内東部にある。南東は遠浅川で苫小牧市と限られ、北東は千歳市、北は追分町、南西は厚真町に接する。勇払平野に続く丘陵上にあるが、太平洋に近く海洋性の気候を持ち、一年を通して温暖で、雪も少ない。
町の中央を安平川が南流し、早来駅を中心とする市街地もこのそばにある。
- 山 : 熊ノ頭山 (155m)
- 河川 : 安平川、支安平川、遠浅川
- 湖沼 : 瑞穂貯水池

### 隣接していた自治体
- 胆振支庁 : 苫小牧市、厚真町、追分町
- 石狩支庁 : 千歳市
- 空知支庁 : 由仁町

## 歴史
1894年に早来駅が開業して以来、支安平川流域を中心に入植が行われた。周辺の人口も増え、苫小牧戸長役場の管轄では不便であることから、1900年に勇払村の一部（現在の早来町）と植苗村の一部（現在の追分町）を合わせて、安平（あびら）戸長役場を置いたのが町のはじまりである。追分が鉄道の分岐点で商工業の中心であったのに対し、早来は農業を中心に発展した。南部の遠浅地区には牧場が作られ、昭和初期に滝川からの入植者によって本格的に始められた酪農は大きく発展した。
そもそも安平村設置の時から役場の場所などを巡って対立のあった追分と早来であったが、1952年に追分高校設置案が議会で否決されたことで亀裂は決定的となり、追分村が分村した。しかし2004年4月、早来町と追分町は法定合併協議会を設置し、再合併に向け協議を続けてきた結果、両町は合併で合意し、2006年3月27日に新設合併して安平町（あびらちょう）とすることが決まった。
- 1894年 : 早来駅が開業、以降鳥取県人などの入植が相次ぐ。
- 1900年 : 安平戸長役場を設置。
- 1906年 : 二級町村制施行、安平村に。
- 1923年 : 一級町村制施行。
- 1952年 : 追分村を分村。
- 1954年 : 村名を早来村に改称。
- 1957年 : 町制施行、早来町となる。
- 2006年 : 追分町と合併して安平町になる。

## 字名
- 1957年(昭和32年)2月1日に字名改正が実施され、小字が廃止され大字と小字の中間的な｢字｣が設置された。[1]
- 追分町と合併し、安平町となる際に従来の｢字｣の冠名を取り、新たに｢早来｣を冠した[2]。(例:勇払郡早来町字大町→勇払郡安平町早来大町)

### 字名改正
- 括弧でくくっている字は、早来町史において廃止される字の欄には記述が無いが、従来の字の名称の欄には記述されている字を指す。

| 実施後   | 実施前 |
| -------- | --- |
| 字大町   | 字早来市街予定地の全部と字早来、勇払、アビラ、ニタツポロ、(国有鉄道用地)の各一部 |
| 字栄町   | 字早来、下アビラ、アビラ、(国有地、国有鉄道用地)の各一部 |
| 字北町   | 字アビラ、湯の沢、安平、早来、アヒラの各一部 |
| 字安平   | 字安平市街、安平市街地、安平市街予定地、安平市街予定地本通、同一番～七番、同九番～一〇番、同一二番、同一三番、同一七番、同一九番、同二一番～二四番、安平市街予定地本通二五番～二六番、同二八番～三四番、安平市街予定地南一号五番、同一一番、同四三番、安平市街予定地北一号二番、同一四番、同一九番、同二○番、同二二番、同三○番、同三六番、同四六番、安平市街予定地北二号二三番、同三一番、同四一番、安平市街予定地北三号三一番、上安平、上アビラ、上アビラ原野、上安平原野、上アラビラ原野、上アラビラ、中安平、中アビラ、アツケシユンベの全部と、字安平、支安平、シアビラ、シアヒラ、アビラ、勇払、(国有地、国有鉄道用地)の各一部 |
| 字遠浅   | 字遠浅市街、遠浅市街地、遠浅市街地予定区画本通二番、遠浅市街地予定地本通、同一番三番五番、同六番、同七番、同一○番、同一五番、同一七番、遠浅市街地予定地南一号、遠浅市街地予定北一号、同二番、同一二番、同一七番、同一九番、遠浅市街地予定北二号三番、遠浅市街地予定北三号一○番、同一三番、同一七番の全部と、字遠浅、トアサ、遠浅市街地予定地、アビラ、下安平、下アビラ、フモンケ、(国有地、国有鉄道用地)の各一部 |
| 字瑞穂   | 字シアピラ、シユンベの全部と、字支安平、シアビラ、シアヒラ、ニタツポロ、(国有地)の各一部 |
| 字緑丘   | 字支安平、シアビラ、シアヒラ、仁達幌、ニタツポロの各一部 |
| 字守田   | 字ニタツポロの一部 |
| 字東早来 | 字安平、アビラ、アヒラ、下安平、シアビラ、遠浅市街地予定地、早来、ニタツポロ、仁達幌、(国有地)の各一部 |
| 字北進   | 字早来、仁達幌、ニタツポロ、(国有地)の各一部 |
| 字新栄   | 字安平、アビラ、アヒラ、下アビラ、下安平、早来、フモンケ、湯の沢、(国有地、国有鉄道用地)の各一部 |
| 字源武   | 字ニナルカの全部と、字安平、アビラ、下安平、下アビラ、早来、遠浅、(国有地)の各一部 |
| 字富岡   | 字追分の全部と、字安平、アヒラ、シアビラ、早来、フモンケ、トアサ、(国有地)の各一部 |

## 経済

### 産業
農業が基幹産業。特に遠浅地区での乳牛生産は有名で、ここで改良された牛は全国へと送り出されている。また、早来源武のノーザンファームなど競走馬生産も盛ん。中央競馬で活躍し、種牡馬としても多くの産駒を送り出したマルゼンスキーや、悲劇の事故が原因で死亡したテンポイント（同馬の墓が同町内に設置されている）、また2005年に三冠を達成したディープインパクトもこの町で生産された。一方で新千歳空港や苫小牧東部工業地域に近接していることから、工業誘致にも積極的である。

## 地域

### 教育
- 中学校
  - 早来中学校
- 小学校
  - 早来小学校
  - 安平小学校
  - 遠浅小学校
  - 富岡小学校

## 交通

### 空港
- 新千歳空港（千歳市）から車で20分ほどの距離にある。空港へのバス路線もある（あつまバス、道南バス）。

### 鉄道
- 北海道旅客鉄道（JR北海道）
  - 室蘭本線 : 遠浅駅 - 早来駅 - 安平駅
  - 石勝線 : 町内を通過するが、駅はない。

### バス
- あつまバス
- 道南バス

### 道路

#### 高速道路
高速道路は早来町内を通らない。最寄は追分町IC（道東自動車道）、沼ノ端西IC（日高自動車道）。

#### 一般国道
- 国道234号

#### 都道府県道
- 北海道道10号千歳鵡川線
- 北海道道235号上幌内早来停車場線
- 北海道道258号早来千歳線
- 北海道道482号豊川遠浅停車場線
- 北海道道576号瑞穂安平停車場線
- 北海道道933号北進平取線

## 名所・旧跡・観光スポット・祭事・催事
- 鶴の湯温泉
- せいこドーム
  - 橋本聖子の活躍を記念して建設された体育施設。

## 出身有名人
- 荒川卓 - 元室蘭工業大学学長
- 遠藤ミマン - 画家
- 小野塚勝 - 元HTBアナウンサー
- 中尾則幸 - 元参議院議員
- 橋本聖子 - 元スピードスケート選手、参議院議員
- 林茂司 - 元札幌商科大学学長
- 久保良彦 - 元旭川医科大学学長